# 中野慎词
中野慎词（日语：／ Nakano Shinji，1999年6月8日—），日本男子自行车运动员，2023年世界场地自行车锦标赛男子凯林赛铜牌得主、2022年亚洲运动会男子团体竞速赛金牌得主。